# Bahnhof Chikusa
Der Bahnhof Chikusa (jap. 千種駅, Chikusa-eki) ist ein Bahnhof auf der japanischen Insel Honshū. Er wird von der Bahngesellschaft JR Central betrieben und befindet sich im Bezirk Chikusa-ku der Stadt Nagoya in der Präfektur Aichi. Er ist ein Umsteigeknoten zwischen Eisenbahn und U-Bahn.

## Verbindungen
Chikusai ist ein Kreuzungsbahnhof an der Chūō-Hauptlinie von JR Central, einer der bedeutendsten Bahnstrecken Japans, die Nagoya mit Shiojiri, Kōfu und Tokio verbindet. Sie kreuzt sich mit der hier unterirdisch verlaufenden Higashiyama-Linie der kommunalen U-Bahn Nagoya. Auf der Chūō-Hauptlinie halten in Chikusai stündlich verkehrende Shinano-Schnellzüge vom Bahnhof Nagoya über den Bahnhof Shiojiri nach Nagano. Im Nahverkehr gibt es tagsüber je drei Eil- und Lokalzüge je Stunde in Richtung Nakatsugawa, wobei ein Teil davon bereits in Kōzōji, Tajimi oder Mizunami wendet. Hinzu kommen mehrere Home Liner, Eilzüge mit reservierten Sitzplätzen. Während der Hauptverkehrszeit werden somit bis zu elf Züge stündlich angeboten.
Auf der Higashiyama-Linie, die von Takabata nach Fujigaoka führt, verkehren die U-Bahn-Züge während der Hauptverkehrszeit alle zwei bis vier Minuten, tagsüber alle fünf bis sechs Minuten und abends alle sieben bis zehn Minuten. Die Bushaltestellen auf dem Bahnhofsvorplatz werden von fünf Buslinien der städtischen Gesellschaft Nagoya City Bus bedient. An der südlich vorbeiführenden Hauptstraße Hirokōji-dōri halten zusätzlich Fernbusse verschiedener Anbieter.

## Anlage
Der Bahnhof steht an der Grenze zwischen dem Stadtteil Aoi im Bezirk Higashi-ku an der Westseite und dem Stadtteil Uchiyama im Bezirk Chikusa-ka an der Ostseite. Die Gegend rund um den Bahnhof ist der Standort zahlreicher privater Nachhilfe- und Vorbereitungsschulen; ebenso hat Kawaijuku, einer der größten Anbieter dieser Branche, in der Nähe seinen Hauptsitz. Aus diesem Grund sind die umliegend Stadtteile stark studentisch geprägt. Hinzu kommt eine größere Anzahl Büro- und Wohnhochhäuser.
Die Anlage von JR Central ist von Nordosten nach Südwesten ausgerichtet und umfasst zwei Gleise an einem überdachten Mittelbahnsteig. Sie erstreckt sich entlang einer nach Westen hin abfallenden Schichtstufe. Dies bedeutet, dass das Empfangsgebäude an der Ostseite ebenerdig liegt, das östliche Gleis teils in einem Einschnitt und das westliche Gleis auf einem Viadukt. Dadurch ergibt sich ein terrassenartiger Aufbau. Der Bahnsteig ist durch eine gedeckte Fußgängerbrücke mit dem Empfangsgebäude verbunden. Ebenso gibt es einen direkten Zugang zum U-Bahnhof. Er liegt unter der in West-Ost-Richtung verlaufenden Hauptstraße Nishiki-dōri; er besitzt eine Verteilerebene sowie zwei Gleise an einem Mittelbahnsteig, der mit Bahnsteigtüren ausgestattet ist.
Im Fiskaljahr 2019 nutzten durchschnittlich 54.054 Fahrgäste täglich den Bahnhof. Davon entfielen 28.241 auf JR Central und 25.810 auf die U-Bahn.

## Bilder

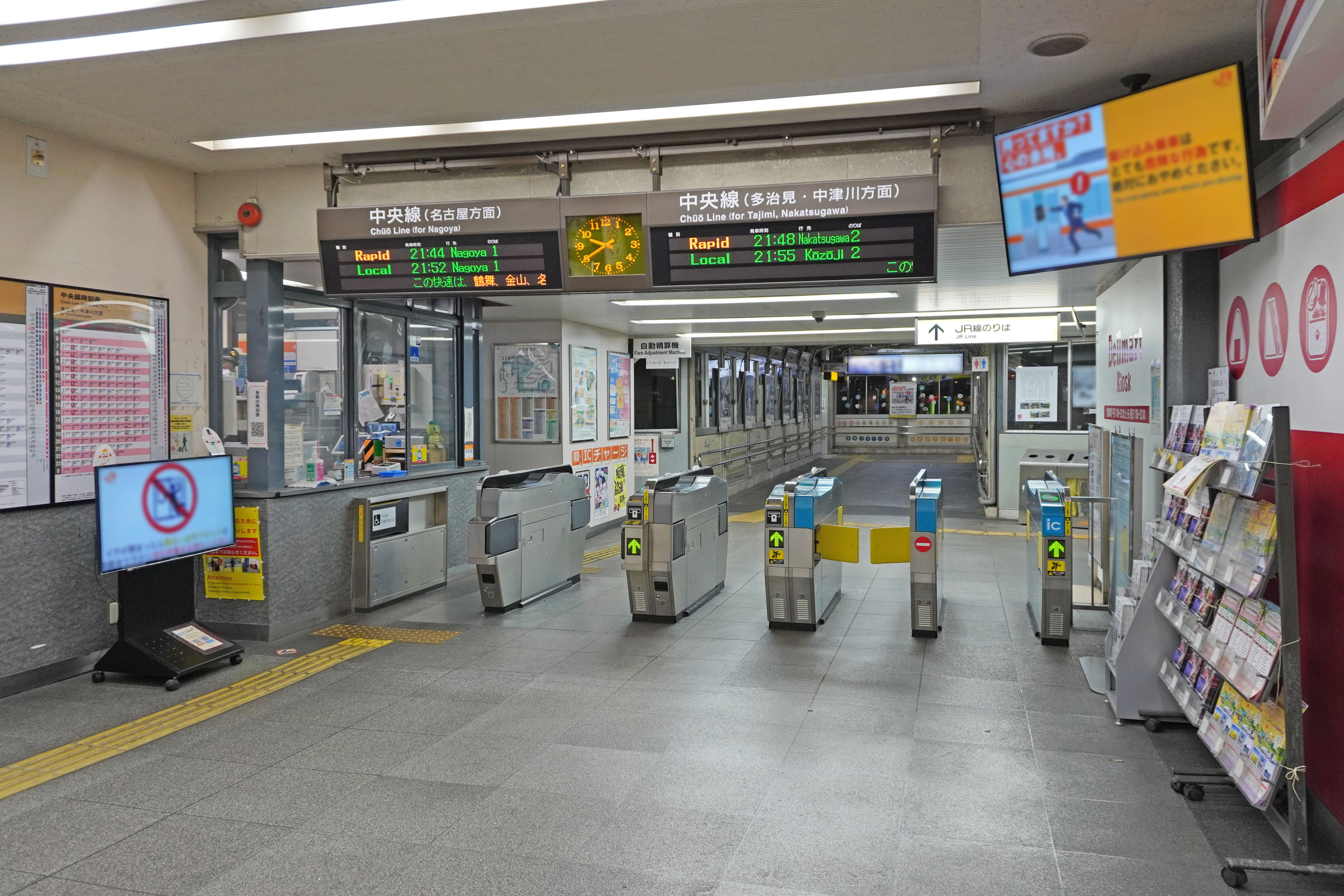
Bahnsteigsperren
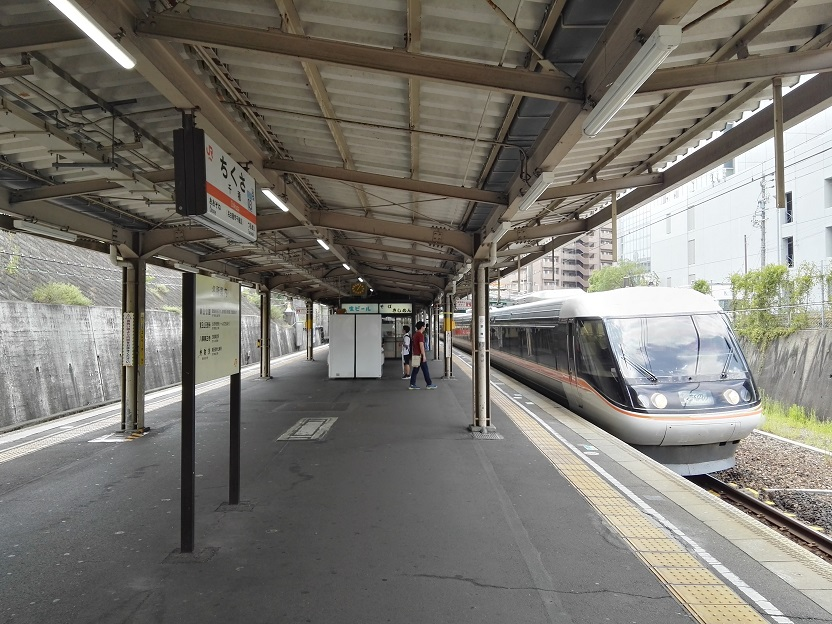
Bahnsteig mit Shinano-Schnellzug
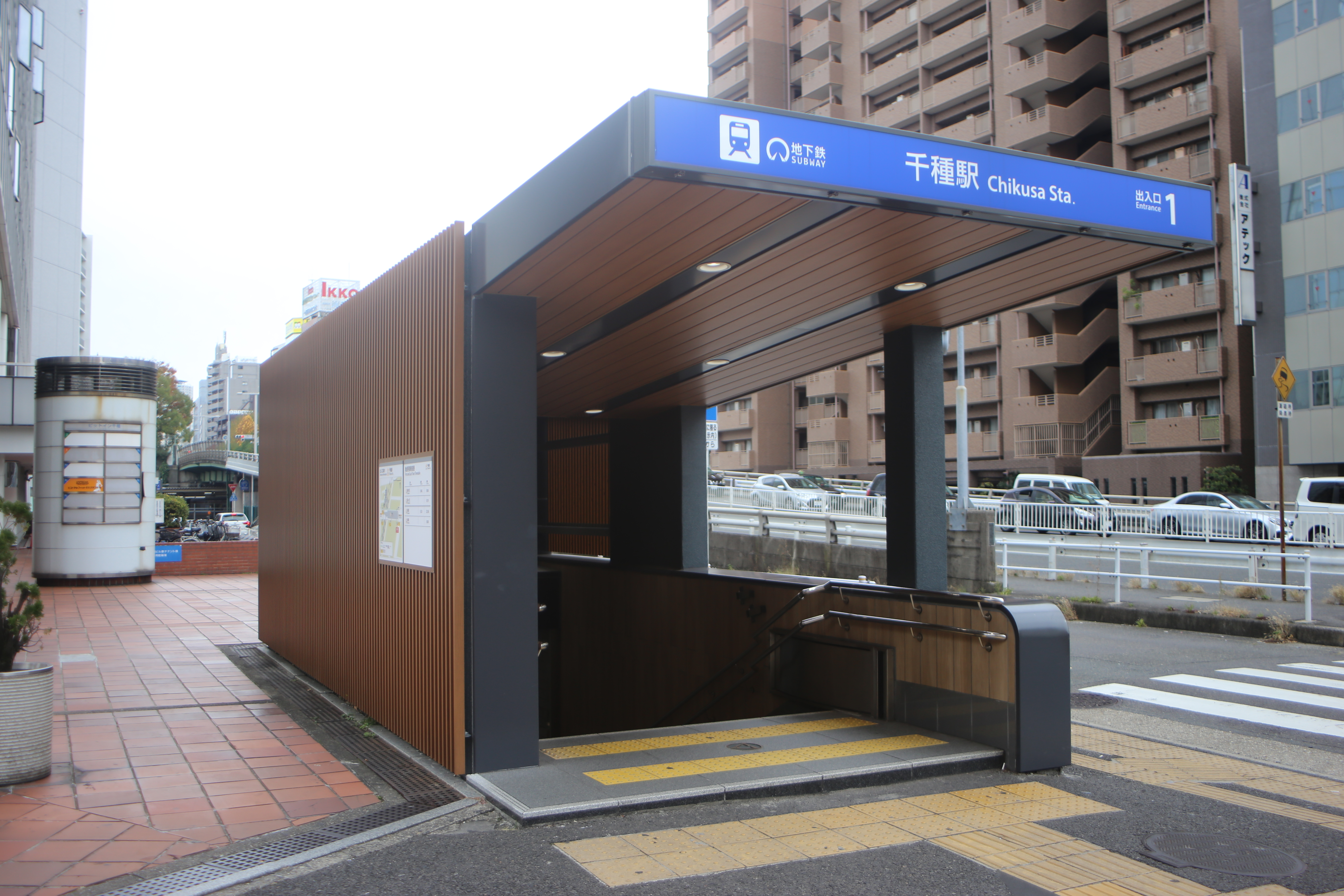
Nebeneingang zur U-Bahn
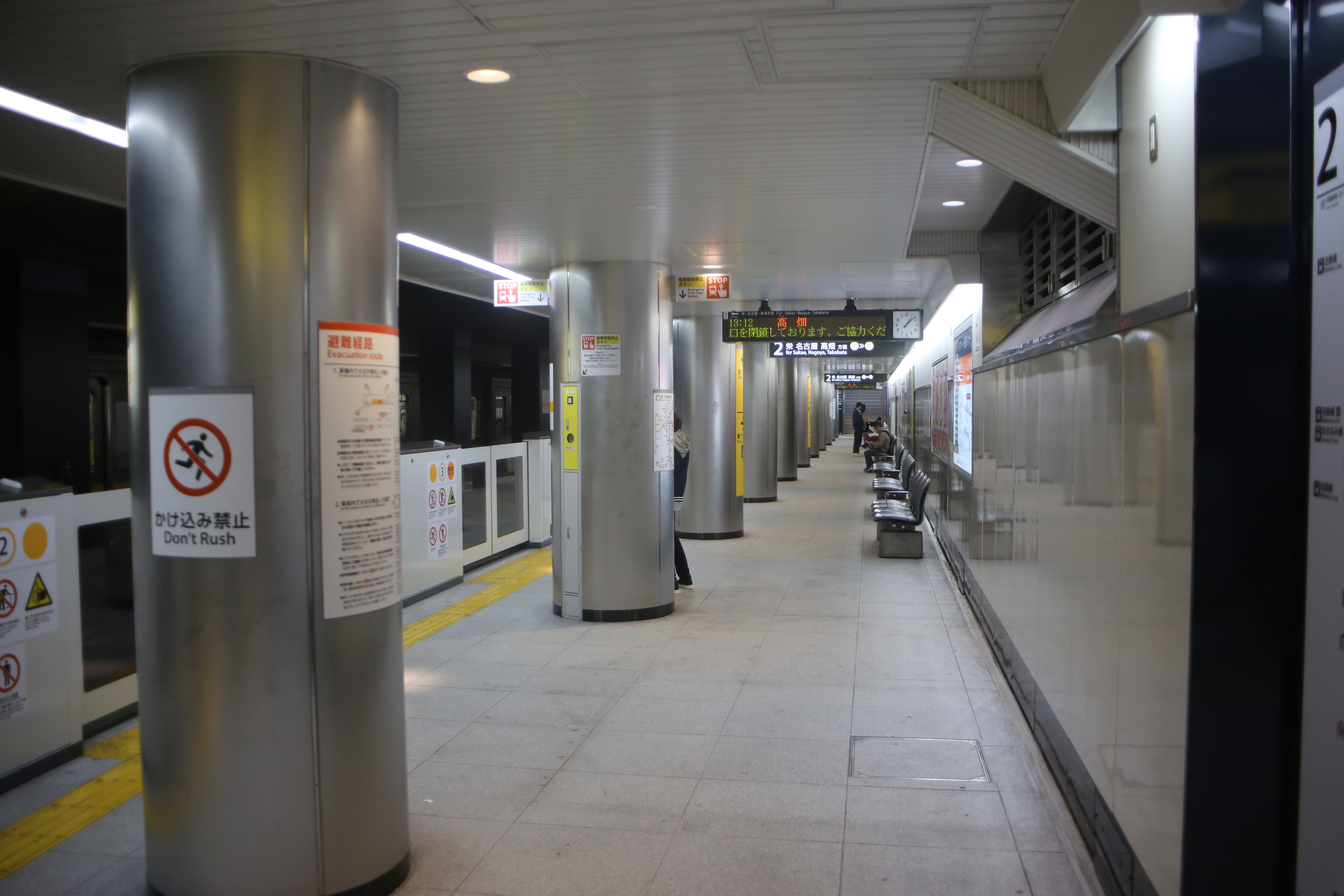
U-Bahnhof
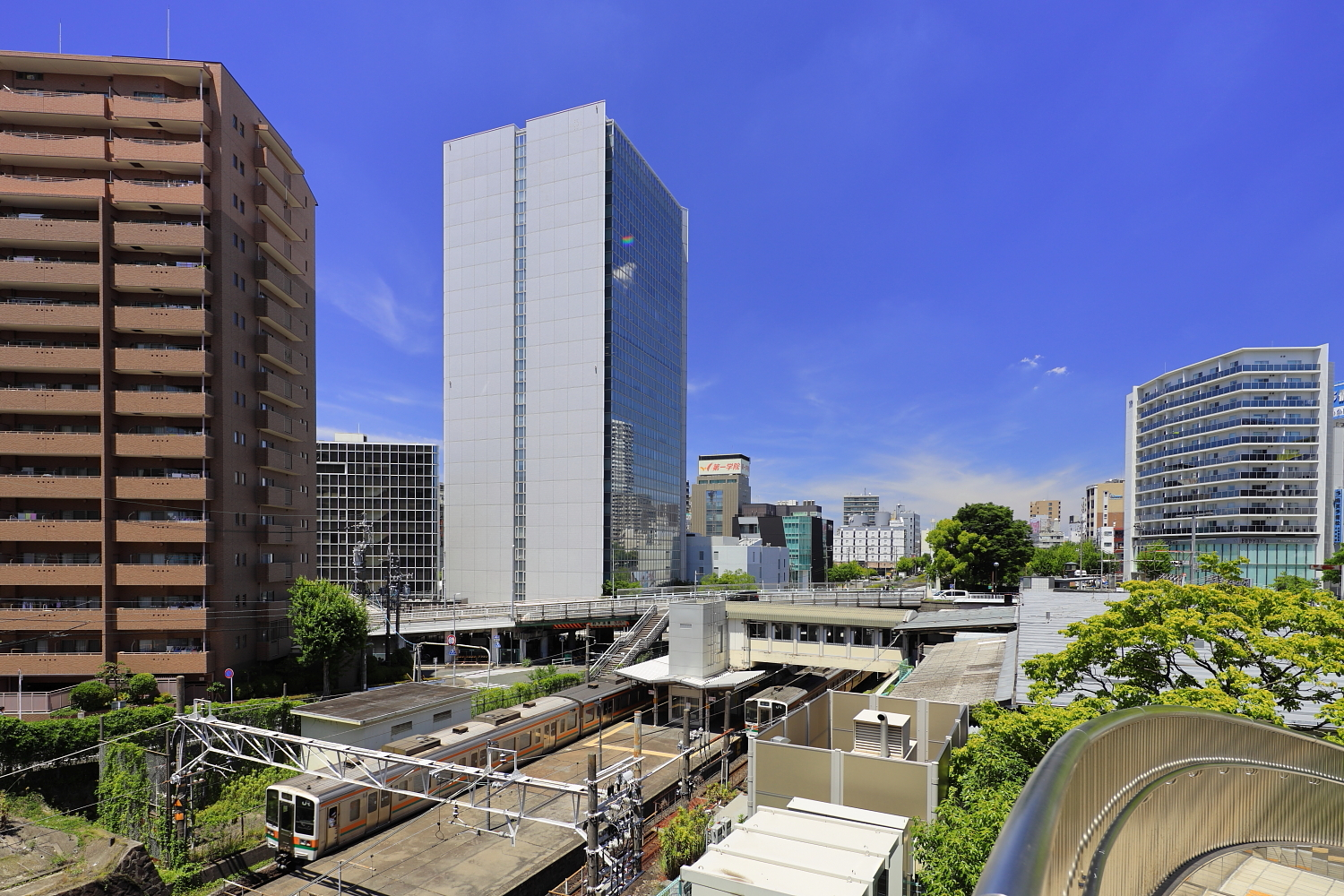
Blick auf den JR-Bahnhof Chikusa von der Chikusa Victory Bridge

## Gleise
JR Central:
| 1 | ▉ Chūō-Hauptlinie | Kanayama • Nagoya                       |
| 2 | ▉ Chūō-Hauptlinie | Tajimi • Nakatsugawa • Shiojiri • Tokio |

U-Bahn Nagoya:
| 1 | ▉ Higashiyama-Linie | Motoyama • Fujigaoka        |
| 2 | ▉ Higashiyama-Linie | Fushimi • Nagoya • Takabata |

## Linien
| Verlauf der Chūō-Hauptlinie |
| --- |
| Takao • Sagamiko • Fujino • Uenohara • Shiotsu • Yanagawa • Torisawa • Saruhashi • Ōtsuki • Hatsukari • Sasago • Kai-Yamato • Katsunuma-budōkyō • Enzan • Higashi-Yamanashi • Yamanashishi • Kasugaichō • Isawa-Onsen • Sakaori • Kōfu • Ryūō • Shiozaki • Nirasaki • Shimpu • Anayama • Hinoharu • Nagasaka • Kobuchizawa • Shinano-Sakai • Fujimi • Suzurannosato • Aoyagi • Chino • Kami-Suwa • Shimo-Suwa • Okaya • Midoriko • Shiojiri • Seba • Hideshio • Niekawa • Kiso-Hirasawa • Narai • Yabuhara • Miyanokoshi • Harano • Kiso-Fukushima • Agematsu • Kuramoto • Suhara • Ōkuwa • Nojiri • Jūnikane • Nagiso • Tadachi • Sakashita • Ochiaigawa • Nakatsugawa • Mino-Sakamoto • Ena • Takenami • Kamado • Mizunami • Tokishi • Tajimi • Kokokei • Jōkōji • Kōzōji • Jinryō • Kasugai • Kachigawa • Shin-Moriyama • Ōzone • Chikusa • Tsurumai • Kanayama • Nagoya Tatsuno-Zweigstrecke: Okaya • Kawagishi • Tatsuno • Shinano-Kawashima • Ono • Shiojiri |

## Geschichte
Das staatliche Eisenbahnamt (das spätere Eisenbahnministerium) eröffnete den Bahnhof am 25. Juli 1900, zusammen mit dem Abschnitt Nagoya–Tajimi der Chūō-Hauptlinie. Er lag damals etwa 400 Meter weiter südlich als heute, als näher zu Nagoya. Von 1918 bis 1930 bestand zwischen Chikusa und Atsuta an der Tōkaidō-Hauptlinie eine Verbindungskurve für den Schienengüterverkehr, die den Bahnhof Kanayama umging. Am 15. Juni 1960 erhielt Chikusa einen Anschluss ans Netz der U-Bahn Nagoya, als das städtische Verkehrsamt das Teilstück Sakae–Ikeshita der Higashiyama-Linie in Betrieb nahm. Die Japanische Staatsbahn hatte zwar damit begonnen, ihren Bahnhof näher beim U-Bahnhof neu zu errichten, doch die Arbeiten verzögerten sich und direktes Umsteigen war erst am 1. September 1961 möglich. In diesem Zusammenhang erhielt das Teilstück Chikusa–Ōzone 21. September 1961 ein zweites Gleis, sechs Tage später ging der neu erstellte Viadukt zwischen Chikusa und Kanayama in Betrieb.
Aus Rationalisierungsgründen stellte die Staatsbahn am 1. April 1964 den Güterumschlag ein, am 20. Mai 1986 auch die Gepäckaufgabe. Im Zusammenhang mit der Staatsbahnprivatisierung ging der Bahnhof der Chūō-Hauptlinie am 1. April 1987 in den Besitz der neuen Gesellschaft JR East über. Nach mehrere Monate dauernden Umbauarbeiten standen ab März 2007 neue Zugänge und Aufzüge zur Verfügung, seither sind die Verbindungen zwischen Haupthalle und den Bahnsteigen beider Linien barrierefrei nutzbar. Im November 2015 wurde der Bahnsteig der Higashiyama-Linie mit Bahnsteigtüren ausgestattet.